# Emily van Egmond
Emily Louise van Egmond (Newcastle, Australia; 12 de julio de 1993) es una futbolista australiana. Juega de centrocampista en el San Diego Wave de la National Women's Soccer League de Estados Unidos.
Como otras jugadoras australianas, ha alternado una carrera doméstica y otra en el extranjero. En la W-League australiana ha militado en las Newcastle Jets en tres etapas (08-09, 11-13, 14-15), el Canberra United (09-11) y las Western Sydney Wanderers (13-14).
Su primer equipo extranjero fue el Fortuna Hjørring danés (2011). Posteriormente jugó en Estados Unidos: Western New York Flash (2012), Seattle Reign (2013) y Chicago Red Stars (2014). En 2015 fichó por el 1.FFC Frankfurt, vigente campeón de la Champions League.
Con la selección australiana ha jugado los Mundiales 2011, 2015 y 2019.

## Clubes
| Club                      | País           | Año             |
| ------------------------- | -------------- | --------------- |
| Newcastle Jets            | Australia      | 2008 - 2009     |
| Canberra United FC        | Australia      | 2009 - 2011     |
| Fortuna Hjørring          | Dinamarca      | 2011            |
| Newcastle Jets            | Australia      | 2011 - 2013     |
| Western New York Flash    | Estados Unidos | 2012            |
| Reign FC                  | Estados Unidos | 2013            |
| Western Sydney Wanderers  | Australia      | 2013 - 2014     |
| Chicago Red Stars         | Estados Unidos | 2014            |
| Newcastle Jets            | Australia      | 2014            |
| 1. FFC Fráncfort          | Alemania       | 2015 - 2016     |
| VfL Wolfsburgo            | Alemania       | 2016 - 2017     |
| VfL Wolfsburgo II         | Alemania       | 2016            |
| Newcastle Jets            | Australia      | 2017 - 2018     |
| Orlando Pride             | Estados Unidos | 2018 - 2020     |
| Melbourne City (préstamo) | Australia      | 2019 - 2020     |
| West Ham United           | Inglaterra     | 2021            |
| Orlando Pride             | Estados Unidos | 2021            |
| San Diego Wave            | Estados Unidos | 2022 - presente |

## Palmarés

### Títulos nacionales
| Título              | Club                   | País           | Año     |
| ------------------- | ---------------------- | -------------- | ------- |
| WPSL Elite          | Western New York Flash | Estados Unidos | 2012    |
| Bundesliga Femenina | VfL Wolfsburgo         | Alemania       | 2016-17 |
| Copa de Alemania    | VfL Wolfsburgo         | Alemania       | 2016-17 |
| W-League            | Melbourne City         | Australia      | 2019-20 |

### Títulos internacionales
| Título                       | Equipo    | Sede     | Año  |
| ---------------------------- | --------- | -------- | ---- |
| Campeonato de la AFF         | Australia | Birmania | 2009 |
| Torneo Preolímpico de la AFC | Australia | Japón    | 2016 |

(*) Incluyendo la Selección

### Distinciones
- Medalla Julie Dolan a la mejor jugadora de la W-League: 2014